# Gatangaro
Gatangaro är ett vattendrag i Burundi.   Det ligger i provinsen Muyinga, i den norra delen av landet, 130 kilometer nordost om huvudstaden Bujumbura.
Omgivningarna runt Gatangaro är en mosaik av jordbruksmark och naturlig växtlighet. Runt Gatangaro är det tätbefolkat, med 266 invånare per kvadratkilometer.